# Lepthyphantes meillonae
Lepthyphantes meillonae là một loài nhện trong họ Linyphiidae.
Loài này thuộc chi Lepthyphantes. Lepthyphantes meillonae được J. Denis miêu tả năm 1953.